# 장일 (배우)
장일(張逸, 1924년 4월 30일 ~ 1977년 8월 26일)은 일제강점기 말기의 연극배우이며 대한민국의 연극배우, 영화배우, 영화 기획가이다. 호(號)는 강촌(江村)이다.

## 소속
- 前 군중예술극회 이사장

## 생애

### 출생과 본관
본관(관향)은 인동(仁同)이며 평안남도 평양 출생이다.

### 데뷔
- 1944년 연극배우 데뷔.
- 1955년 대한민국 영화 《꿈》의 주연으로 영화배우 데뷔.
- 1956년 대한민국 영화 《유전의 애수》로 영화 기획가 데뷔.

## 출연작

### 연극
- 1944년 《아리랑》
- 1946년 《배비장전》

### 영화
- 1955년 《꿈》
- 1955년 《젊은 그들》
- 1956년 《숙영장자전》
- 1956년 《구원의 정화》
- 1958년 《흐르는 별》
- 1958년 《실락원의 별 후편》

## 영화 기획 작품

### 영화
- 1956년 《유전의 애수》
- 1959년 《꿈은 사라지고》
- 1960년 《표류도》
- 1960년 《그리운 그 얼굴》
- 1960년 《군도》
- 1961년 《언니는 말괄량이》
- 1962년 《쾌걸 흑두건》
- 1962년 《화랑도》
- 1962년 《왕자 호동》
- 1963년 《불한당》
- 1963년 《작은 댁》
- 1963년 《천국과 지옥》
- 1965년 《나는 여자 운전사》
- 1966년 《살인수첩》
- 1966년 《일지매 필사의 검》
- 1967년 《흙》
- 1967년 《남남서로 직행하라》
- 1967년 《그리움은 가슴마다》
- 1970년 《대답해 주세요》